# Зелена книга (фільм)
«Зелена книга» (англ. Green Book) — американський драмедійний біографічний фільм 2018 року, поставлений режисером Пітером Фарреллі. Фільм розповідає реальну історію подорожі півднем США відомого джазового піаніста і звичайного водія, між якими, з часом, виникла дружба. Світова прем'єра відбулася 11 вересня 2018 року на 43-му Міжнародному кінофестивалі у Торонто, де він отримав головний приз «Народний вибір» за найкращий фільм. У січні 2019 року стрічка була номінована на 91-шу премію «Оскар» Американської кіноакадемії в 5 категоріях, з яких у трьох отримала нагороди, в тому числі за найкращий фільм року. На 1 березня 2024 року фільм займав 135-ту позицію у списку 250 кращих фільмів за версією IMDb.

## Сюжет
У 1962 році викидайла італо-американського походження Тоні Валлелонга на прізвисько «Тоні Балакун» (Вігго Мортенсен) наймають шофером на час туру відомого афроамериканського джазового піаніста Дона Ширлі (Магершала Алі). За угодою, Тоні отримає повний обсяг гонорару у тому випадку, якщо Дон вчасно прибуде і відіграє усі заплановані концерти. Усі, окрім останнього відбулись, однак Дон сам вирішив не виступати для публіки, що забороняє йому їсти разом з ними. Абсолютно різні, вони разом подорожують провінційним півднем США. Дорогою вони користуються так званою «Зеленою книгою негритянського автомобіліста» Віктора Г'юґо Ґріна, що містить інформацію про безпечні місця для афроамериканців. Ця подорож розкриє їм очі на багато речей, що відбуваються у світі навколо них.

## У ролях
| • Вігго Мортенсен      | … | Тоні Валлелонга |
| • Магершала Алі        | … | Дон Ширлі       |
| • Лінда Карделліні     | … | Долорес         |
| • Дон Старк            | … | Жуль Поделл     |
| • Себастьян Маніскалко | … | Джонні Венере   |
| • Пі Джей Бірн         | … | продюсер запису |
| • Браян Степанек       | … | Грем Кінделл    |
| • Ікбал Теба           | … | Аміт            |
| • Том Вірту            | … | Морган Андерсон |
| • Рікі М'юз            | … | власник бару    |

## Знімальна група
- Автори сценарію — Нік Валлелонга, Браян Гейєс Каррі, Пітер Фарреллі
- Режисер-постановник — Пітер Фарреллі
- Продюсери — Джим Берк, Браян Гейєс Каррі, Пітер Фарреллі, Нік Валлелонга, Чарльз Б. Весслер
- Виконавчі продюсери — Стівен Фарнет, Кваме Паркер, Джон Слосс, Октавія Спенсер
- Оператор — Шон Портер
- Композитор — Кріс Бауерс
- Монтаж — Патрик Дж. Дон Віто
- Художник-постановник — Тім Галвін
- Художник-костюмер — Бетсі Гайман
- Художник-декоратор — Селіна ван ден Брінк
- Артдиректор — Скотт Плоше
- Підбір акторів — Рік Монтгомері

## Виробництво
У травні 2017 року стало відомо, що Вігго Мортенсен веде переговори, щоб зіграти одну з головних ролей у новому проєкті режисера Пітера Фарреллі. Фарреллі, своєю чергою, спільно з Ніком Валлелонга і Браяном Гейєсом Каррі напише сценарій. Задум фільму базується на реальних подіях про подорож викидайла Тоні Валлелонга та відомого піаніста Дона Ширлі під час туру південними штатами США. Між двома різними людьми виникли дружні стосунки. Але під час подорожі вони зіткнулися із людьми з расистськими поглядами. Продюсерами стрічки стали Валлелонга, Каррі та Джим Берк.
30 листопада 2017 стало відомо, що Вігго Мортенсен затверджений на роль Тоні Валлелонга. Піаніста Дона Ширлі зіграє Магершала Алі. Також до акторського складу приєдналися Лінда Карделліні та Ікбал Теба. 16 січня 2018 до акторського складу приєднався Себастьян Маніскалко.

### Маркетинг
Перший трейлер до фільму вийшов 14 серпня 2018 року.

## Реліз
Світова прем'єра фільму відбулася 11 вересня 2018 року на 43-му Міжнародному кінофестивалі у Торонто. Випуск стрічки в американський кінотеатральний прокат був здійснений компанією Universal Pictures 16 листопада 2018 року.

## Нагороди та номінації
| Список нагород та номінацій               | Список нагород та номінацій | Список нагород та номінацій                                      | Список нагород та номінацій                                                     | Список нагород та номінацій | Список нагород та номінацій |
| Кінофестиваль/Кінопремія                  | Рік                         | Категорія                                                        | Номінант(и)                                                                     | Результат                   | Дж                          |
| ----------------------------------------- | --------------------------- | ---------------------------------------------------------------- | ------------------------------------------------------------------------------- | --------------------------- | --------------------------- |
| 43-й Міжнародний кінофестиваль у Торонто  | 2018                        | Приз Народний вибір за найкращий фільм                           | Зелена книга                                                                    | Перемога                    | [ 3 ]                       |
| Премія Національної ради кінокритиків США | 2018                        | Найкращий фільм року                                             | Зелена книга                                                                    | Перемога                    | [ 18 ] [ 19 ]               |
| Премія Національної ради кінокритиків США | 2018                        | Найкращий режисер року                                           | Бредлі Купер                                                                    | Номінація                   | [ 18 ] [ 19 ]               |
| Премія Національної ради кінокритиків США | 2018                        | Найкращий актор року                                             | Вігго Мортенсен                                                                 | Перемога                    | [ 18 ] [ 19 ]               |
| Премія «Золотий глобус»                   | 2018                        | Найкращий фільм (комедія або мюзикл)                             | Зелена книга                                                                    | Перемога                    |                             |
| Премія «Золотий глобус»                   | 2018                        | Найкращий режисер                                                | Пітер Фарреллі                                                                  | Номінація                   |                             |
| Премія «Золотий глобус»                   | 2018                        | Найкраща чоловіча роль (комедія або мюзикл)                      | Вігго Мортенсен                                                                 | Номінація                   |                             |
| Премія «Золотий глобус»                   | 2018                        | Найкраща чоловіча роль другого плану                             | Магершала Алі                                                                   | Перемога                    |                             |
| Премія «Золотий глобус»                   | 2018                        | Найкращий сценарій                                               | Пітер Фарреллі, Нік Валлелонга, Браян Гейєс Каррі                               | Перемога                    |                             |
| Кінопремія «Вибір критиків»               | 2019                        | Найкращий актор другого плану                                    | Магершала Алі                                                                   | Перемога                    |                             |
| Премія гільдії продюсерів США             | 2019                        | Премія Дерріла Ф. Занука за видатне продюсування ігрового фільму | Джим Берк, Чарльз Б. Весслер, Браян Гейєс Каррі, Пітер Фарреллі, Нік Валлелонга | Перемога                    |                             |
| Премія БАФТА                              | 10.02.2019                  | Найкращий фільм                                                  | Зелена книга                                                                    | Номінація                   | [ 20 ]                      |
| Премія БАФТА                              | 10.02.2019                  | Найкраща чоловіча роль                                           | Вігго Мортенсен                                                                 | Номінація                   | [ 20 ]                      |
| Премія БАФТА                              | 10.02.2019                  | Найкраща чоловіча роль другого плану                             | Магершала Алі                                                                   | Перемога                    | [ 20 ]                      |
| Премія БАФТА                              | 10.02.2019                  | Найкращий оригінальний сценарій                                  | Пітер Фарреллі, Нік Валлелонга, Браян Гейєс Каррі                               | Номінація                   | [ 20 ]                      |
| Премія «Оскар»                            | 24.02.2019                  | Найкращий фільм року                                             | Зелена книга                                                                    | Перемога                    | [ 4 ] [ 7 ]                 |
| Премія «Оскар»                            | 24.02.2019                  | Найкраща чоловіча роль                                           | Вігго Мортенсен                                                                 | Номінація                   | [ 4 ] [ 7 ]                 |
| Премія «Оскар»                            | 24.02.2019                  | Найкраща чоловіча роль другого плану                             | Магершала Алі                                                                   | Перемога                    | [ 4 ] [ 7 ]                 |
| Премія «Оскар»                            | 24.02.2019                  | Найкращий оригінальний сценарій                                  | Пітер Фарреллі, Нік Валлелонга, Браян Гейєс Каррі                               | Перемога                    | [ 4 ] [ 7 ]                 |
| Премія «Оскар»                            | 24.02.2019                  | Найкращий монтаж                                                 | Патрік Дж. Дон Віто                                                             | Номінація                   | [ 4 ] [ 7 ]                 |